# スージー・ウォンの世界
『スージー・ウォンの世界』（スージー・ウォンのせかい、英語原題：The World of Suzie Wong）は、1960年に製作・公開されたイギリスとアメリカの恋愛ドラマ映画。リチャード・クワインが監督を務めた。ジョン・パトリックが、リチャード・メイソンの同名小説を原作とするポール・オズボーンの戯曲を基にして脚本を執筆した。ウィリアム・ホールデンとナンシー・クワンが主演した。

## 概要
1957年にイギリスで発表され、1958年にブロードウェイで劇化された（ウィリアム・シャトナーとフランス・ニュイエンが主演、1960年には、音楽留学中をスカウトされたロミ・山田が主演を務めている）リチャード・メイソンの香港を舞台とした小説『スージー・ウォンの世界』の映画化作品であり、リチャード・クワインが監督、ウィリアム・ホールデンと香港出身のナンシー・クワン（映画デビュー作）が主演した。

## あらすじ
アメリカ人建築家ロバート・ロマックスは画家を志望し、香港に1年間の予定で移住する。香港島に向かうスターフェリーの上で社会的地位の高い若い女性ミー・リンと出会う。ミー・リンはロバートが財布を盗んだと勘違いして逮捕させようとするが、誤解が解け別々の道を行く。
資金難のためロバートは悪名高い湾仔地区の安宿を探す。ロバートは偶然ミー・リンが地区内の粗末なホテルから出てくるのを見かける。ホテル所有者アー・トンに短期間で借りるより月単位で借りた方が得だと聞き驚く。隣のバーでセクシーな赤いチャイナドレスを着たミー・リンが水夫と仲良くしているのを見つける。しかし彼女はミー・リンではなくスージー・ウォンと名乗る。

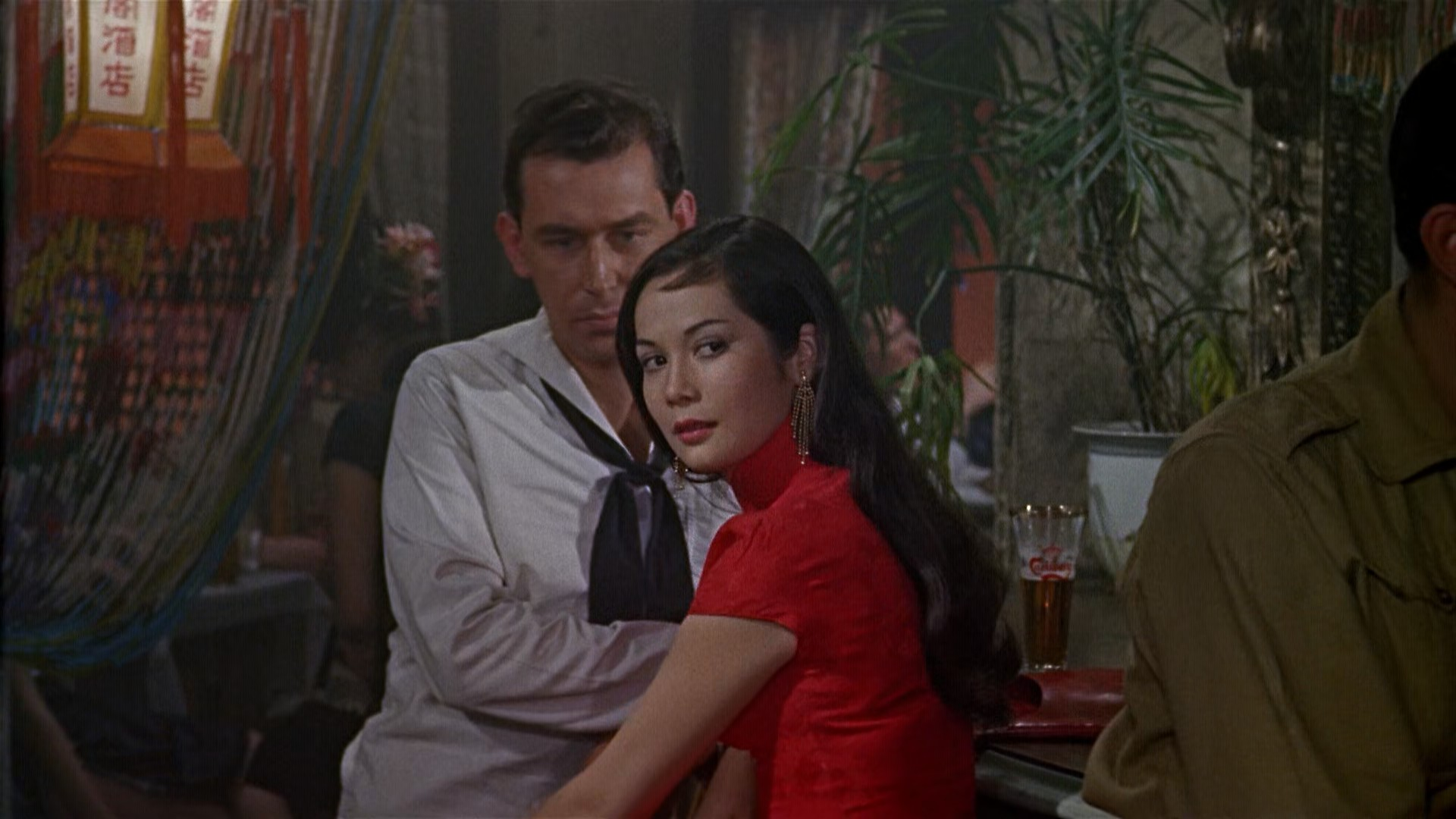
スージー・ウォンと水夫

翌日、ロバートは口座開設のため銀行に行く。支配人の娘であり秘書のケイ・オニールはロバートに一目惚れする。
ロバートはスージーに絵のモデルになってくれるよう頼む。互いのことをよく知るようになると、ロバートはスージーが10歳の頃から生活のために仕事をしていることを知る。スージーはロバートに惹かれていくが、ロバートも惹かれながらもスージーに思いとどまらせようとする。その一方ロバートはケイからパーティに招待される。ケイが主催するパーティでロバートはスージーの顧客の1人であるベン・マーロウが妻と共に参加していることを知る。
ベンはスージーに愛人になるよう説得し、スージーはロバートを嫉妬させるためにこれを受け入れる。ベンが妻と仲直りをし、ベンはロバートにスージーと別れさせてくれるよう頼む。スージーが傷心しているところに、ロバートはついに愛を告げる。
最初こそうまくいっていたが、次第にうまくいかなくなってくる。ある日、スージーが度々いなくなることを不審に思ったロバートはスージーを追跡する。するとスージーに隠し子がいることが発覚するが、ロバートは受け入れる。ロバートは絵の売却に失敗し、経済危機に陥り、ケイもスージーも援助を申し出るがロバートはプライドにかけて断る。スージーがロバートの宿泊代を支払い、彼を助けるために売春業に戻ると告げると、ロバートは怒ってスージーを追い出す。ロバートは自分の間違いに気づき、スージーを探す。ついにスージーを見つけた時、ロバートはスージーの息子が土砂崩れで亡くなったことを知る。ロバートとスージーは互いに愛を誓いあう。

## 製作

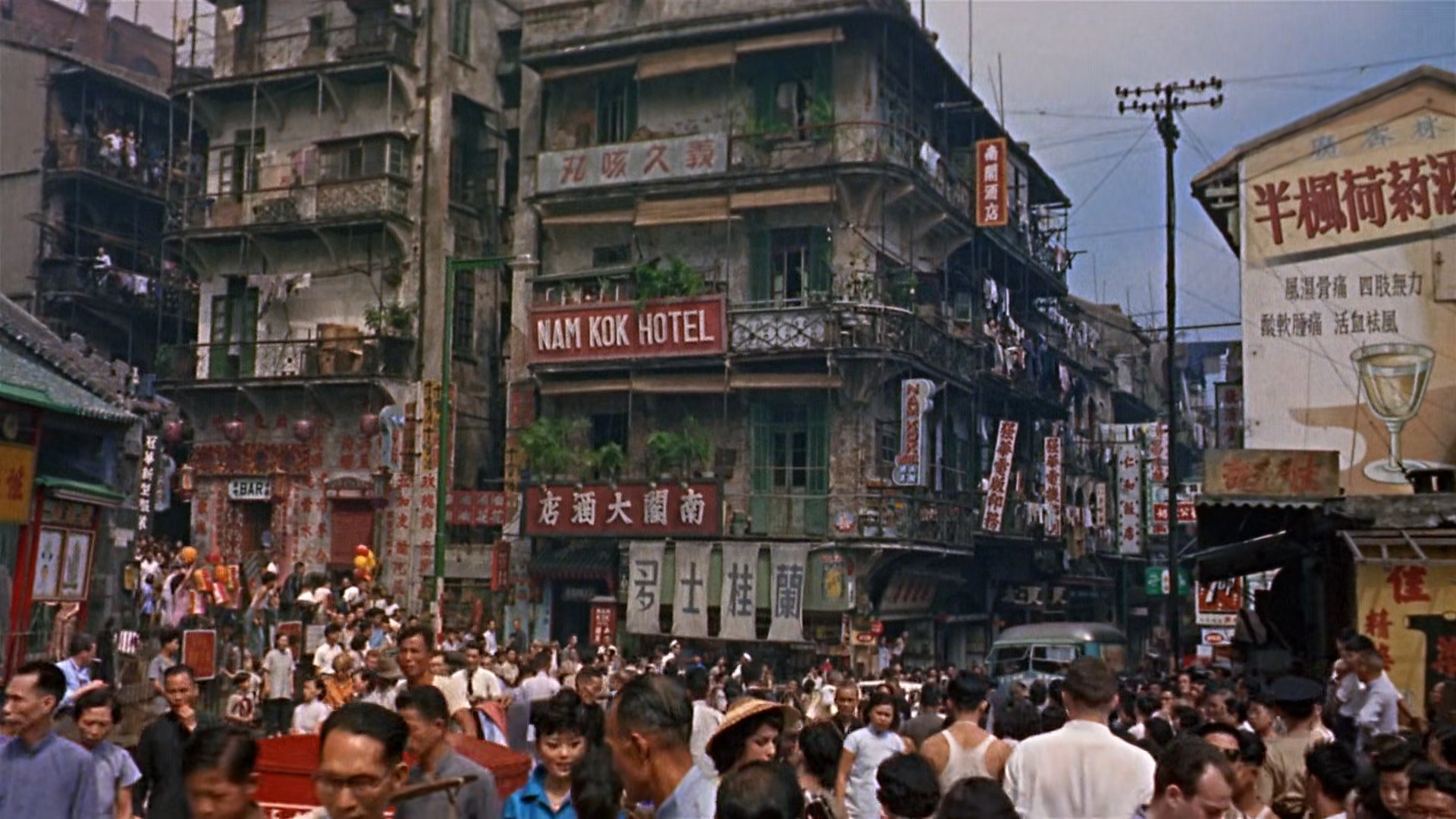
1950年代に香港・湾仔にあった六國飯店（Luk Kwok Hotel）をモデルにした上環にある設定の架空の南閣大酒店（Nam Kok Hotel）。多くのシーンが香港で撮影された。撮影地座標:

ブロードウェイ版『スージー・ウォンの世界』においてはフランス・ニュイエンがスージー役、ウィリアム・シャトナーがロバート役を演じた。1958年、ニュイエンは映画『南太平洋』に出演していた。『スージー・ウォンの世界』の映画化に際し、ニュイエンがスージー役を再演する契約をした。香港での5週間のロケの後、ジーン・ネグレスコ監督を含むスタッフおよび出演者はスタジオ撮影のためロンドンへ移動した。当時ニュイエンはマーロン・ブランドと交際しており、ブランドが女優のバーバラ・ルナと浮気をしているとの噂が流れ、ニュイエンは苦悩していた。ニュイエンは過食に陥り、衣裳のチャイナドレスが合わなくなってしまった。体形が戻るまで待ちきれず、製作総指揮レイ・スタークは舞台版北米ツアー公演でスージー役代役であったナンシー・クワンに交代させた。スタークはクワンにオーディションを受けさせたが、当時クワンは主役としての経験不足と考えられていた。
スタークはネグレスコ監督も解雇し、リチャード・クワイン監督と交代させた。先に香港で撮影したシーンについても撮影し直し、ニュイエンが登場していた『エスクァイア』誌を含む未発表の記事や写真も全てやり直した。
テーマ曲はサミー・カーンとジミー・ヴァン・ヒューゼンが作曲した。アーティストのドン・キングマンがテクニカル・アドバイザーとなり、セットを描いた。香港でのロケを特徴としており、ジョン・ボックス、シド・ケイン、リズ・ムーア、ロイ・ロソッティ、MGMブリティッシュ・スタジオのR.L.M.ディヴィジョンがアート・ダイレクションおよびブロダクション・デザインを担当した。
ニューヨークのラジオシティ・ミュージックホールで初上映された。

## キャスト
- ロバート・ローマックス：ウィリアム・ホールデン
- スージー・ウォン：ナンシー・クワン
- ケイ・オニール：シルヴィア・シムズ
- ベン・マーロウ：マイケル・ワイルディング
- オニール：ローレンス・ネイスミス
- アー・トン：アンディ・ホー
- グウェニー・リー：ジャッキー（ジャクリーン）・チャン
- ミニー・ホー：イヴォンヌ・シマ

## スタッフ
- 監督：リチャード・クワイン
- 製作総指揮：レイ・スターク
- 製作：ヒュー・パーシヴァル
- 脚色：ポール・オズボーン、ジョン・パトリック
- 音楽：ジョージ・ダニング
- 撮影：ジェフリー・アンスワース
- 編集：バート・ベイツ
- 美術：ジョン・ボックス
- 衣裳：フィリス・ダルトン

## ロケ地
香港周辺、特に湾仔が舞台となっているが、実際と地理的に距離感が違う。この映画は1960年代の香港の記録映画としての側面もある。尖沙咀、中環/上環（特にLadder Street周辺)、油麻地、Sai Ying Pun、香港仔、Telegraph Bayで撮影されたシーンが登場する。

## 映画賞ノミネーション
- ゴールデングローブ賞 主演女優賞 (ドラマ部門)：ナンシー・クワン
- ゴールデングローブ賞作曲賞：ジョージ・ダニング

## リスペクト
- イエロー・マジック・オーケストラの楽曲「中国女」
- クレイジーケンバンドの楽曲「スージー・ウォンの世界」